# بوطالب
بوطالب (به عربی: بوطالب) یک شهرداری در الجزایر است که در استان سطیف واقع شده‌است.